# Armin Horovitz
Armin Horovitz (* 19. Oktober 1880 in Warschau; † 15. Juni 1965 in Norwich) war ein polnischer Porträt- und Landschaftsmaler, Grafiker und Illustrator.

## Leben
Als Sohn des Porträtmalers Leopold Horovitz studierte Armin in den Jahren von 1897 bis 1901 an der Wiener Akademie der bildenden Künste, seine dortigen Lehrer waren Christian Griepenkerl und Alois Delug. Danach wechselte er an die Akademie in München, wo ihn Leo Putz weiter ausbildete. Studienreisen führten ihn nach Frankreich, England, Italien und in die Niederlande.
1913 stellte er bei der Frühlingsausstellung der Wiener Sezession seine Skizzen zu Wandgemälden mit Darstellungen zum Zyklus der Jahreszeiten aus, über die Leo Trotzki sich in einem Bericht über seinen Ausstellungsbesuch lobend äußerte.  Nach Ausbruch des Ersten Weltkrieges meldete sich Horovitz im Februar 1915 als Kriegsfreiwilliger zur 5. Traindivision nach Pressburg und stand ab Oktober 1915 an der serbischen Front. Als Kommandant eines Gefangenentransportes in verschiedenen Kriegsgefangenenlagern hatte er die Gelegenheit, die „vielartigen Typen der gegen die Monarchie kämpfenden Völker zu studieren“. Diese Porträts wollte er für Reproduktionen zu Gunsten des Roten Kreuzes zur Verfügung stellen und bat, „bei einer in der Front kämpfenden Infanterieabteilung die verschiedenen Arten der Verteidigung und des Kampfes - je nach Verschiedenheit des Geländes festhalten zu können“. Am 27. Juni 1916 wurde er zum Kriegsmaler ernannt, in das k.u.k. Kriegspressequartier versetzt und im Jänner 1917 zum Leutnant der Reserve befördert. Er arbeitete an der Front in Wolhynien, 1916 an der Tiroler Front sowie bei der Weichselflottille. An der Südfront geriet Horovitz kurzzeitig in Kriegsgefangenschaft. Im Herbst 1917 machte er die österreichische Offensive am Isonzo mit und war im Mai 1918 an der albanischen Front. Er wurde bis November 1918 in den Standeslisten des Kriegspressequartiers geführt.
In der Zwischenkriegszeit war Horovitz in Wien als Porträtmaler und Buchkünstler tätig. Nach dem Anschluss Österreichs an das Deutsche Reich 1938 emigrierte er nach England, wo er – mit Unterbrechung eines Aufenthaltes in Mexiko 1955 – bis zu seinem Tod hauptsächlich als Porträtmaler tätig war.

## Werke (Auswahl)
- Gebirgsbatterie auf dem Monte Gusella, 1918. Tempera auf Karton, 72 × 99 cm, Heeresgeschichtliches Museum, Wien
- Sonnenuntergang am Cöe-Sattel, 1918, Tempera auf Karton, 72,5 × 98,5 cm, Heeresgeschichtliches Museum Wien
- Der letzte Segen, Öl auf Leinwand, Heeresgeschichtliches Museum Wien[5]